# Lenarchus productus
Lenarchus productus là một loài Trichoptera trong họ Limnephilidae. Chúng phân bố ở miền Cổ bắc.